# Jean-Louis Meunier
Pour les articles homonymes, voir Meunier.
Jean-Louis Meunier est un critique littéraire et bibliophile français né en 1945.

## Biographie
Fils d'instituteurs, Jean-Louis Meunier naît le 12 octobre 1945 à Nîmes. Après des études secondaires au lycée Daudet, il suit les cours de l'école normale d'instituteurs de Nîmes puis part en Allemagne. En 2004, il soutient une thèse de doctorat ès lettres sous la direction de Pierre Caizergues. Il enseigne à l'école primaire avant d'obtenir des charges de cours à l'université (Aix-Marseille ou Nîmes). À partir de 2004, il est attaché de recherche au laboratoire Représenter-inventer la réalité du romantisme à l'aube du XXIe siècle (Montpellier-III), puis intègre en 2008 le Centre de recherche interdisciplinaire sur les modèles esthétiques et littéraires (Reims). 
Spécialiste à la fois des XVIIe et XIXe siècles, il a donné des travaux sur Pierre Louÿs (il dirige les Bulletins et Cahiers autour de son œuvre), Remy de Gourmont, les frères Goncourt ou l'École de Rochefort. Il est aussi l'exécuteur testamentaire de Lauretta Hugo, épouse de Jean Hugo.
« Bibliomane et grand lecteur », il est président des Bibliophiles de Nîmes et du Gard et secrétaire général de l'Institut Séguier. Élu membre de l'Académie de Lascours (1993), ainsi que correspondant (1979), puis membre l'Académie de Nîmes (2012), il préside cette dernière en 2015. Il est aussi rapporteur de la commission de la bibliothèque.
Il fait partie de nombreuses associations littéraires au sein desquelles il est particulièrement actif : le CARGo (Cercle des Amateurs de Remy de GOurmont), la Société Marcel Schwob, la Société des Lecteurs d'Henri de Régnier, etc.
Il a également joué pendant vingt ans de l'alto avec l'orchestre de chambre d'Avignon.

## Ouvrages
- Le Goût d'Uzès, Uzès, Formes et Langages, 1973 (BNF 35226966).
- Charles-François Landry, Uzès, Formes et Langages, 1975 (BNF 34553945).
- Avignon racontée aux enfants (et un peu aux parents) (ill. Christine Le Bœuf), Avignon, Barthélemy, 1978 (BNF 34613773).
- Éd. de Pierre Louÿs, Hugo, Reims, À l'écart, 1984 (BNF 35573181).
- Éd. de Musidora, Souvenirs sur Pierre Louÿs, Muizon, À l'écart, 1984 (BNF 38991339).
- Éd. de Paul Léautaud, Lettre à Alfred Vallette (1er juillet 1899), Reims, À l'écart, 1985 (BNF 41289525).
- Éd. de Pierre Louÿs, Lettre à Georges Louis (17 avril 1890), Reims, À l'écart, 1985 (BNF 37045313).
- 111 petites reliures, Alès, musée-bibliothèque Pierre-André-Benoit, 1993  (ISBN 2-907791-14-1).
- Jean Hugo et Pierre André Benoit, Alès, musée-bibliothèque Pierre-André-Benoit, 1994  (ISBN 2-907791-20-6).
- Éd. de Jean Hugo, Carnets (1946-1984), Arles, Actes Sud, 1994  (ISBN 2-7427-0328-4).
- Charles Marq, Brigitte Simon et Pierre-André Benoit, Alès, musée-bibliothèque Pierre-André-Benoit, 1995  (ISBN 2-907791-21-4).
- Gaston Puel, Michel Carrade et Pierre-André Benoit, Alès, musée-bibliothèque Pierre-André-Benoit, 1996  (ISBN 2-907791-30-3).
- Jean-Pierre Geay : du manuscrit enluminé au livre d'artiste, Privas, médiathèque municipale de Privas, 1997  (ISBN 2-9511662-0-6).
- Marc Alyn, Max Jacob et Pierre-André Benoit, Alès, musée-bibliothèque Pierre-André-Benoit, 1997  (ISBN 2-907791-32-X).

## Prix
- Prix Jean-Racine 1965[10].